# 비스트 (2012년 영화)
비스트(Beasts of the Southern Wild)는 2012년 공개된 미국의 판타지 드라마 영화이다. 감독은 벤 제이틀린이 맡았다. 루시 앨리버의 연극 Juicy and Delicious를 원작으로, 앨리버 자신과 제이틀린이 영화 각본을 집필했다. 선댄스 영화제에서의 상영 후, 2012년 6월 27일 뉴욕과 로스앤젤레스에서 한정 공개된 후 여러 지역에서 개봉하였다. 2014년 4월 19일 EBS에서도 방송되었다.
이 영화는 영화 촬영법과 월리스의 연기에 대한 좋은 평가를 받으며 상업적 성공과 비평가들의 찬사를 받았다. 이 영화는 2013년 아카데미상 4개 부문 후보에 올랐다: 작품상, 감독상, 각색상, 여우주연상(월리스). 9세 때 월리스는 역사상 최연소 여우주연상 후보가 되었다.

## 줄거리
남부 야생 지역에 사는 여섯 살 소녀 허쉬퍼피와 성격이 불같지만 아픈 아버지 윙크는 '욕조'라 불리는 루이지애나 만의 외딴 섬에서 살아간다. 윙크는 이곳을 세상에서 가장 아름다운 곳이라고 생각하며, 제방 너머에 사는 사람들을 경멸한다. 욕조의 아이들은 낡은 학교에서 세상을 위협하는 빙하기 이전의 거대한 야생 돼지 ‘오록스’에 대한 이야기를 듣는다. 선생님은 우주가 곧 풀려 멸망할 것이고 욕조는 물에 잠길 것이라고 가르치며 아이들에게 생존하는 법을 강조한다.
어느 날 윙크가 사라진 후 허쉬퍼피는 혼자 지내게 된다. 돌아온 윙크는 병원복을 입고 있으며 그와 다투던 허쉬퍼피는 실수로 그를 쓰러뜨린다. 동시에 천둥이 치자 허쉬퍼피는 자신이 우주의 균형을 망가뜨렸다고 생각한다. 윙크를 찾아 헤매는 동안, 허쉬퍼피는 빙하 속에서 오록스들이 깨어나 바다를 통해 욕조로 다가오는 환상을 본다. 폭풍우가 몰아치고 많은 사람들이 욕조를 떠날 때, 윙크는 허쉬퍼피를 데리고 폭풍을 견뎌내기로 한다.
폭풍우 이후 욕조는 물에 잠기고, 윙크와 허쉬퍼피는 남은 이웃들과 함께 파괴된 마을을 재건하려 한다. 시간이 지나자 영구적인 침수 가능성이 커지고, 윙크는 제방에 구멍을 뚫어 물을 빼내려 한다. 물이 빠지지만 당국은 욕조 주민들에게 강제 이주 명령을 내린다. 윙크는 수술을 받지만 결국 건강을 회복하지 못하고, 허쉬퍼피를 다른 사람에게 보내려 하지만 그녀는 거부한다. 이들은 탈출하여 다시 욕조로 돌아온다.
윙크가 죽어가는 동안 허쉬퍼피는 빛을 따라 헤엄쳐 가출한 엄마를 찾으려 한다. 그들은 바다 위 술집 ‘엘리시안 필드’로 가게 되고 허쉬퍼피는 요리사가 자신의 엄마라고 생각하지만, 그녀는 허쉬퍼피를 알아보지 못한다. 허쉬퍼피는 집으로 돌아가기로 결심한다. 욕조에 도착하자 오록스들이 나타나고 친구들은 도망가지만 허쉬퍼피는 오록스들에게 맞서 싸워 그들을 돌려보낸다. 윙크는 숨을 거두고 허쉬퍼피는 이웃들과 함께 그의 장례를 치러준다.

## 출연

### 주연
- 쿠벤자네 왈리스
- 드와이트 헨리
- 레비 이스털리

### 조연
- 존셀 알렉산더
- 마릴린 바바린
- 칼리나 브로워
- 니콜라스 클락
- 조셉 브라운
- 헨리 D. 콜맨

## 기타
- 미술: 알렉스 디거랜도
- 세트: 에린 스토브